# Lorenzo Da Ponte
Pour les articles homonymes, voir Da Ponte.
Lorenzo Da Ponte, né Emanuele Conegliano le 10 mars 1749 à Ceneda (commune de Vittorio Veneto, république de Venise), mort le 17 août 1838 à New York (États-Unis), est un poète et librettiste vénitien. On lui doit les livrets des trois grands opéras de Mozart.

## Biographie
Da Ponte est né dans une famille juive à Ceneda (aujourd’hui Vittorio Veneto) où son père était cordonnier. Après la mort de sa mère et le remariage de son père en 1763 avec une jeune catholique de vingt ans sa cadette, toute la famille se convertit au catholicisme et prend le nom de da Ponte, celui de l’évêque de Ceneda. Répondant aux instances de l’évêque et de son père, il entre au séminaire de Portogruaro où il découvre Dante, Plutarque. Ordonné prêtre en 1773, il enseigne au séminaire de Portogruaro dans la chaire de rhétorique puis celui de Trévise d’où il est renvoyé après avoir défendu les idées de Rousseau en 1776. Il s’installe à Venise où il mène une vie rocambolesque et donjuanesque, ce qui le fait poursuivre par les autorités.
En 1781, il s’établit à Vienne où, protégé par l’empereur Joseph II, il est nommé « poète impérial », fonction littéraire importante à la cour, succédant au grand Métastase. Il écrit notamment des livrets pour le théâtre italien, livrets qu’il rédige pour de nombreux compositeurs dont les célèbres compositeurs du temps Martín y Soler (notamment Una cosa rara et l’arbori di Diana) et Salieri (entre autres Axur re d’Ormus d’après Tarare de Beaumarchais) ; mais il est surtout connu aujourd’hui pour sa collaboration fructueuse avec Wolfgang Amadeus Mozart pour trois de ses plus fameux opéras : Les Noces de Figaro (1786), Don Giovanni (1787) et Così fan tutte (1790).
En 1790, à la mort de l’empereur Joseph II, il quitte Vienne pour Prague et Dresde où il retrouve Casanova qu’il avait connu à Venise et revu à Prague lors de la création de Don Giovanni. En 1792, il s’installe à Londres, où il enseigne l’italien et écrit des livrets pour une compagnie d’opéra italienne, le King’s Theatre.
En 1805, pour échapper à ses créanciers à la suite d’opérations financières douteuses, il émigre à 56 ans en Amérique avec sa compagne Anna Celestina Grahl (dont il eut 5 enfants). Il tente de gagner sa vie dans le commerce du tabac et de l'alcool, l’épicerie et la librairie avant de devenir professeur de langue et de littérature italiennes au Columbia College de New York (qui deviendra l’université Columbia) où il eut de nombreux élèves.
En 1826, il organise à New York avec le ténor Manuel Garcia, la première américaine de Don Giovanni, (avec Maria Malibran dans le rôle de Zerlina). En 1833, il lève des fonds pour la création d’un opéra italien à New York et fait venir Pietro Maroncelli mais ce sera un échec.
À partir de 1830, âgé de 81 ans, il écrit ses Mémoires, régulièrement réédités, dans lesquels il raconte, en l’enjolivant et en se donnant le beau rôle, mais avec beaucoup de talent, sa vie aventureuse.
Il meurt à New York en 1838 et aura droit à des funérailles dans la cathédrale Saint Patrick de Mulberry Street.
Homme de lettres et aventurier, ami de Casanova, il fut également l’introducteur et le propagateur de la langue, de la littérature et de l’opéra italien en Amérique.

## Œuvres

### Livretsd’opéras
Composés par Antonio Salieri
- 1783 : La Scuola de' gelosi (en)
- 1784 : Il ricco d'un giorno (en)
- 1787/88 : Axur, re d'Ormus
- 1788 : Il Talismano, d'après Carlo Goldoni
- 1789 : Il Pastor fido, d'après la pastorale de Giovanni Battista Guarini
- 1789 : La cifra (en)

Composés par Vicente Martín y Soler
- 1786 : Il burbero di buon cuore (en), d'après la pièce de Carlo Goldoni
- 1786 : Una cosa rara (en), d'après la comédie La Luna de la Sierra de Luis Vélez de Guevara
- 1787 : L'arbore di Diana (en)
- 1795 : La Capricciosa corretta

Composé par Vincenzo Righini
- 1786 : Il burbero di buon cuore

Composé par Giuseppe Gazzaniga
- 1786 : Il finto cieco

Composés par Wolfgang Amadeus Mozart
- 1785/86 : Le nozze di Figaro, d'après la pièce de Beaumarchais
- 1787 : Don Giovanni, d'après la pièce de Giuseppe Gazzaniga
- 1789/90 : Così fan tutte

Composé par Stephen Storace
- 1786 : Gli equivoci (en)

Composé par Antonio Brunetti
- 1788 : Il Bertoldo

Composé par Joseph Weigl
- 1790 : La Caffettiera bizzarra

Composés par Francesco Bianchi
- 1796 : Antigona
- 1796 : Il consiglio imprudente
- 1797 : Merope
- 1798 : Cinna
- 1802 : Armida

Composés par Peter von Winter
- 1803 : La grotta di Calipso
- 1804 : Il trionfo dell'amor fraterno
- 1804 : Il ratto di Proserpina

### Cantatesetoratorios
- 1785 : Per la ricuperata salute di Ofelia (de), musique composée par Wolfgang Amadeus Mozart, Antonio Salieri et « Cornetti »
- 1789 : L’Ape musicale, pastiche d’œuvres de plusieurs compositeurs
- 1791 : Il Davidde, pastiche d’œuvres de plusieurs compositeurs
- Hymn to America, musique d’Antonio Bagioli

### Poésie
- Lettre de plainte en vers blanc à Léopold II[3]
- 1832 : 18 sonnets à la mémoire de sa femme

### Autre
- Diverses traductions de l’anglais vers l’italien :
- 1830 : Memorie, autobiographie. Édition française : Mémoires de Lorenzo da Ponte, Mercure de France, 1988. Préface de Dominique Fernandez.
- 1833 : Histoire de la République Florentine et des Medicis, deux volumes[4]

## Dans les arts et la culture populaire

### Filmographie

#### Cinéma
- 1936 : George Curzon dans Whom the Gods Love : The Original Story of Mozart and his Wife de Basil Dean.
- 2009 : Lorenzo Balducci dans Don Giovanni, naissance d'un opéra de Carlos Saura.